# Ad pepper media
Die ad pepper media International N.V. ist ein internationaler Online-Werbevermarkter.

## Geschichte
Die ad pepper media International N.V. mit Sitz in Amsterdam und einer Zweigniederlassung in Nürnberg ist die zentrale Management- und Holdinggesellschaft für die Unternehmen der ad pepper media-Gruppe.
1999 wurde die Gruppe gegründet und ist seit dem Börsengang im Jahr 2000 im Prime Standard der Frankfurter Börse gelistet. Mit sieben Gesellschaften in vier europäischen Ländern und den USA wickelt sie für nationale und internationale Werbekunden Kampagnen in 50 Ländern weltweit ab.

## Standorte
Niederlassungen bestehen in Deutschland, Frankreich, Großbritannien, Spanien und den USA.

## Tochterunternehmen
Folgende Unternehmen gehören u. a. zur Unternehmensgruppe:
- ad pepper media (Leadgenerierung)
- ad agents (Performance-Marketing-Agentur)
- Webgains (Affiliate-Marketing Network)[3]

## Mitgliedschaften
Die deutsche Ländergesellschaft ad pepper media ist Mitglied im Bundesverband Digitale Wirtschaft. So hat das Unternehmen z. B. bei der Entstehung der BVDW-Veröffentlichung „Targeting Begriffe und Definitionen“ v. a. beim Thema „Semantisches Targeting“ mitgewirkt. Außerdem ist das Unternehmen Mitglied beim Deutschen Dialogmarketing Verband.